# Drew (Mississippi)
Pour les articles homonymes, voir Drew.
La ville américaine de Drew est située dans le comté de Sunflower, dans l’État du Mississippi. Lors du recensement de 2000, sa population s’élevait à 2 434 habitants.